# Атанас Данев-Хитов
Атанас Петров Данев-Хитов е български юрист.

## Биография
Роден е около 1851 г. Осиновен племенник е на Панайот Хитов. Учи в Браила, Белград и Болград, а след това в Юридическия факултет на Одеския университет. През 1876 г. участва в Сръбско-турската война. След Освобождението е служител в съдебното ведомство. Умира след 1920 година.